# Augustin Barruel
Augustin Barruel, född 2 oktober 1741 i Villeneuve-de-Berg, Ardèche, död 5 oktober 1820 i Paris, var en fransk jesuit, pedagog och skriftställare. Han är mest känd som författare till Mémoires pour servir à l'Histoire du Jacobinisme, en av de tidigaste moderna traktaten på temat konspirationsteorier, som på ett polemiskt sätt hävdar att illuminati låg bakom franska revolutionen i syfte att driva igenom upplysningsideal på den europeiska kontinenten och undergräva kristendomen och den katolska kyrkans ställning.  

## Biografi
Augustin Barruel inträdde i jesuitorden 1756 och undervisade i grammatik i Toulouse från 1762. Förföljelserna mot jesuiterna tvingade honom att lämna hemlandet, varför han undervisade vid lärosäten i Böhmen och Mähren, tills orden förbjöds 1773. Då återvände han till Frankrike där hans första litterära verk kom ut 1774: Ode sur le glorieux avenement de Louis Auguste au trone. Samma år blev han medarbetare vid tidskriften Année littéraire, där Élie Catherine Fréron var redaktör. Hans första viktiga verk var Les Helveiennes, ou Lettres Provinciales philosophiques, som gavs ut 1781.
Under tiden blev den politiska situationen i Frankrike alltmera turbulent, men Barruel fortsatte verka som författare, som nu  särskilt ägnades åt politiska frågor. År 1789 utkom Lettres sur le Divorce, en vederläggning av en bok av en Hennet. Från 1788 till 1792 var han redaktör för den berömda Journal Ecclesiastique som hade grundats 1760 av Joseph Dinouart. I  tidskriften publicerades Barruels "La Conduite du. S. Siège envers la France", i vilken han går till ett häftigt försvar av påven Pius VI. Likaså skrev han ett antal pamfletter mot de medborgerliga eder som avkrävdes kyrkans män och mot den nya författningen, under åren 1790–1791. Senare samlade han alla artiklar om kyrkan och den nya konstitutionen i Collection Ecclésiastique.
Oron som följde på franska revolutionen hade tvingat Barruel att söka tillflykt till England, där han blev kaplan till exilprinsen av Conti. Här skrev han 1763 Historie du Clergé pendant la Revolution Francaise. Han dedicerade verket till den engelska nationen i ett erkännande av den gästfrihet som visats de olycksamma franska kyrkomännen. Den har översatts till tyska, italienska, spanska, polska och engelska. Den engelska utgåvan utkom i flera upplagor, och bidrog till att stärka det brittiska motståndet mot den franska revolutionens principer. Under tiden han befann sig i London publicerade Baruell ett verk på engelska, A Dissertation on Ecclesiastical Jurisdiction in the Catholic Church. Men inget av dessa arbeten tilldrog sig så mycket uppmärksamhet som hans Mémoires pour servir à l'histoire du Jacobinisme, skriven 1797-1799. I verket söker han redogöra för franska revolutionen genom en studie av de antiklerikala principerna som han menade att hemliga ordenssällskap, encyklopedister och mäktiga politiska gestalter – som Fredrik II av Preussen – stod för. På grund av de många översättningarna blev den läst och citerad överallt. Den fick skarp kritik av Monthly Review, som Barruel svarade på i tidskriften som dessutom spred bokens budskap genom  en förkortad version som publicerades 1803. Genom att framhäva en begränsad, dold och ockult elits plan för att undergräva och manipulera den västerländska kulturen och civilisationen kom verket att förebåda och fungera som mall för flera omvälvande konspirationsteorier och politiska ideologier från 1800-talet och framåt, inklusive antimasonismen, nazismens tes om judebolsjevism, Nya världsordningen, åtskilliga teser om Rotschildfamiljen och "The Great Reset", samt QAnon.
Frimurarna i Frankrike, Tyskland och England bemötte aggressivt hans påståenden och mängder av litteratur följde i dess spår. I synnerhet anklagar Barruel illuminati för att ha legat bakom franska revolutionen, i enlighet med deras påstådda plan att förgöra monarkierna, nationerna och Kyrkan. I grunden låg hans idé om en konspiration för att krossa kristendomen. Detta inspirerade John Robison – som på egen hand länge hade arbetat på en konspirationsteori – att utöka sin bok Proofs of a Conspiracy Against all the Religions and Governments of Europe och i denna ta med flera citat från Barruel.
När direktoriet föll 1802, fick Barruel möjlighet att återvända till Frankrike. Han accepterade till fullo, och övertalade andra präster att också göra så, och skrev flera böcker för att försvara sin ståndpunkt. År 1801, när konkordatet skrevs under mellan Pius VII och Napoleon Bonaparte, skrev Barruel Du Pape et de ses Droits Religieux. Hans sista stora kontrovers var ett försvar för Heliga stolens avsättande av de franska biskoparna, vilket han menade hade varit nödvändigt med anledning av den nya ordning som konkordatet 1801 lade grund till. Boken utkom även på engelska, The Papal Power, or an historical essay on the temporal power of the Pope. Många angrepp verket, men som vanligt lämnade var inte Barruel svarslös. Kontroversen spreds genom att hans verk översattes till alla större europeiska språk. Hans vänner och ovänner blev alla indragna i ordkriget. Jean-Baptiste Blanchard skrev inte mindre än tre vederläggningar av tesen.
Barruel hade lovat att skriva två verk som aldrig blev av: Historie des Sociétés Secrètes au Moyen-Age och Dissertation sur la Croisade contre les Albigeois. Vad beträffar det senare verket, berättade Barruel att det skulle försvara kyrkan mot förebråelser om att den hade deltagit i avsättningen av kungar samt friat dem som gjort detta genom att ingå allianser. Han slog fast att invändningar mot hans ståndpunkt endast berodde på historisk okunnighet. Vid tiden för sin död ägnade sig Barruel åt en vederläggning av Immanuel Kants filosofiska system, men verket blev ofullbordat. Han dog i Paris 1820.